# Wolf-Rüdiger Netz
Wolf-Rüdiger Netz (Schwerin, 15 dicembre 1950) è un ex calciatore tedesco orientale dal 1990 tedesco, di ruolo attaccante.

## Palmarès

### Club

#### Competizioni nazionali
- Campionato tedesco orientale: 6

Dinamo Berlino: 1978-1979, 1979-1980, 1980-1981, 1981-1982, 1982-1983, 1983-1984

### Nazionale
- Argento olimpico: 1

Mosca 1980

## Statistiche

### Cronologia presenze e reti in nazionale
| Cronologia completa delle presenze e delle reti in nazionale ― Germania Est | Cronologia completa delle presenze e delle reti in nazionale ― Germania Est | Cronologia completa delle presenze e delle reti in nazionale ― Germania Est | Cronologia completa delle presenze e delle reti in nazionale ― Germania Est | Cronologia completa delle presenze e delle reti in nazionale ― Germania Est | Cronologia completa delle presenze e delle reti in nazionale ― Germania Est | Cronologia completa delle presenze e delle reti in nazionale ― Germania Est | Cronologia completa delle presenze e delle reti in nazionale ― Germania Est |
| Data                                                                        | Città                                                                       | In casa                                                                     | Risultato                                                                   | Ospiti                                                                      | Competizione                                                                | Reti                                                                        | Note                                                                        |
| --------------------------------------------------------------------------- | --------------------------------------------------------------------------- | --------------------------------------------------------------------------- | --------------------------------------------------------------------------- | --------------------------------------------------------------------------- | --------------------------------------------------------------------------- | --------------------------------------------------------------------------- | --------------------------------------------------------------------------- |
| 15/11/1978                                                                  | Rotterdam                                                                   | Paesi Bassi                                                                 | 3 – 0                                                                       | Germania Est                                                                | Qual. Euro 1980                                                             | -                                                                           | 70’                                                                         |
| 04/04/1981                                                                  | Gezira                                                                      | Malta                                                                       | 1 – 2                                                                       | Germania Est                                                                | Qual. Mondiali 1982                                                         | -                                                                           |                                                                             |
| Totale                                                                      |                                                                             | Presenze                                                                    | 2                                                                           |                                                                             | Reti                                                                        | 0                                                                           |                                                                             |